# Aída Román
Aída Román, född 21 maj 1988 i Mexico City, är en mexikansk bågskytt.

## Karriär
Aída Román blev uttagen till Mexikos landslag 2007, när hon valdes för att tävla i de Panamerikanska spelen i Rio de Janeiro, där hon vann en silvermedalj.
Hon var den mest dekorerade kvinnliga idrottaren vid Centralamerikanska spelen 2010 och vann sju guldmedaljer och en silvermedalj. Året därpå segrade hon tillsammans med Mariana Avitia och Alejandra Valencia vid Panamerikanska spelen 2011 och vann Mexikos första guldmedalj i damernas lagtävling.

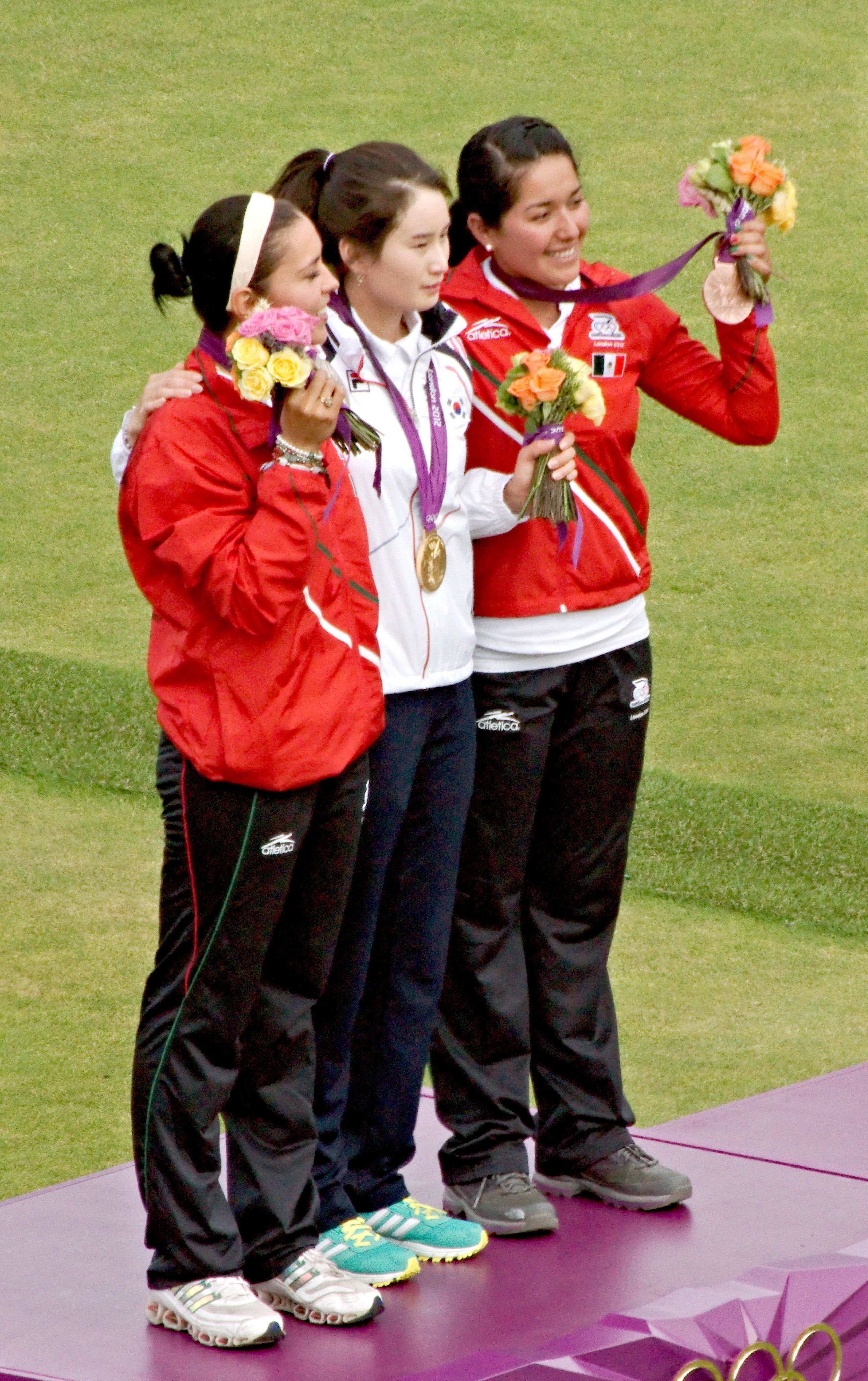
Román (till vänster) med Ki Bo-bae och Mariana Avitia i damernas individuella medaljceremoni vid Sommar-OS 2012

Román tog OS-silver i den individuella bågskytteturneringen vid de olympiska bågskyttetävlingarna 2012 i London.
Román deltog också i Sommar-OS 2016 i Rio de Janeiro. Här gick det dåligt för henne genast i första omgången av den individuella tävlingen på grund av ett nederlag mot Alexandra Mîrca från Moldavien.
Tillsammans med Gabriela Bayardo och Alejandra Valencia startade hon också för Mexiko i lagtävlingen; efter en inledande seger över laget från Georgien förlorade de dock med 4-5 i kvartsfinalen mot bronsmedaljörerna Le Chien-ying, Lin Shih-chia och Tan Ya-ting från Taipei, Taiwan och Mexiko slutade som femma.